# 克里斯·约翰逊 (拳击运动员)
克里斯·约翰逊（英語：Chris Johnson，1971年8月8日—），加拿大男子拳击运动员。他曾代表加拿大参加1992年夏季奥林匹克运动会拳击比赛，获得男子75公斤级铜牌。他也曾参加1991年泛美运动会。